# Daniel Johnson junior

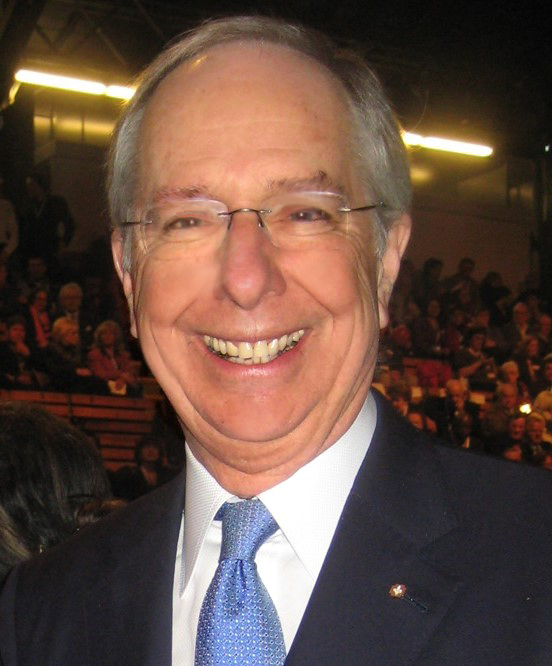
Daniel Johnson, Jr. (2013)

Daniel Johnson junior, GOQ (* 24. Dezember 1944 in Montreal, Québec) ist ein ehemaliger kanadischer Politiker der Parti libéral du Québec, der unter anderem zwischen 1994 und 1998 Parteivorsitzender sowie zwischen Januar und September 1994 Premierminister von Québec war.

## Leben
Daniel Johnson, Jr. stammte aus einer Politikerfamilie und war der Sohn des Rechtsanwalts Daniel Johnson, Sr. (1915–1968), der von 1966 bis zu dessen Tode 1968 Premierminister von Québec war, und dessen Ehefrau Reine Gagné sowie der ältere Bruder von Pierre Marc Johnson (* 1946), der das Amt des Premierministers von Québec zwischen Oktober und Dezember 1985 bekleidete. Er selbst absolvierte ein Studium der Rechtswissenschaften an der Universität Montreal, welches er 1966 mit einem Lizenziat (Licencié en droit) beendete. Nach seiner anwaltlichen Zulassung nahm er 1967 eine Tätigkeit als Rechtsanwalt in Québec auf und absolvierte zudem ein postgraduales Studium der Rechtswissenschaften, das er 1968 mit einem Master (Maîtrise en droit) beendete. 1971 erwarb er zudem einen Doktor der Rechte an der University of London. Ein weiteres postgraduales Studium der Fachrichtung Management an der Harvard Business School in Boston schloss er 1973 mit einem Master of Business Administration (MBA) ab. Im Anschluss wurde er 1973 zunächst Sekretär des Finanzdienstleistungsinstituts Power Corporation of Canada (PCC), dessen Vizepräsident er zwischen 1978 und 1981 war. Daneben engagierte er sich in verschiedenen Institutionen und Organisationen wie zum Beispiel von 1974 bis 1981 als Vorstandsmitglied der Handelskammer von Montreal.
Bei der Wahl am 13. April 1981 wurde Johnson für die Parti libéral du Québec erstmals zum Mitglied der Nationalversammlung von Québec und vertrat nach seiner Wiederwahl bei der Wahl am 2. Dezember 1985 zunächst den  Wahlkreis „Vaudreuil-Soulanges“. Bei den darauf folgenden Wahlen am 25. September 1989 und am 12. September 1994 wurde er jeweils im Wahlkreis „Vaudreuil“ zum Mitglied der Nationalversammlung. Am 15. Oktober 1983 kandidierte er für den Vorsitz der Liberalen Partei, unterlag dabei jedoch Robert Bourassa. Während seiner Parlamentszugehörigkeit war er zunächst vom 15. März 1984 bis zum 23. Oktober 1985 Vizepräsident des Haushalts- und Verwaltungsausschusses.

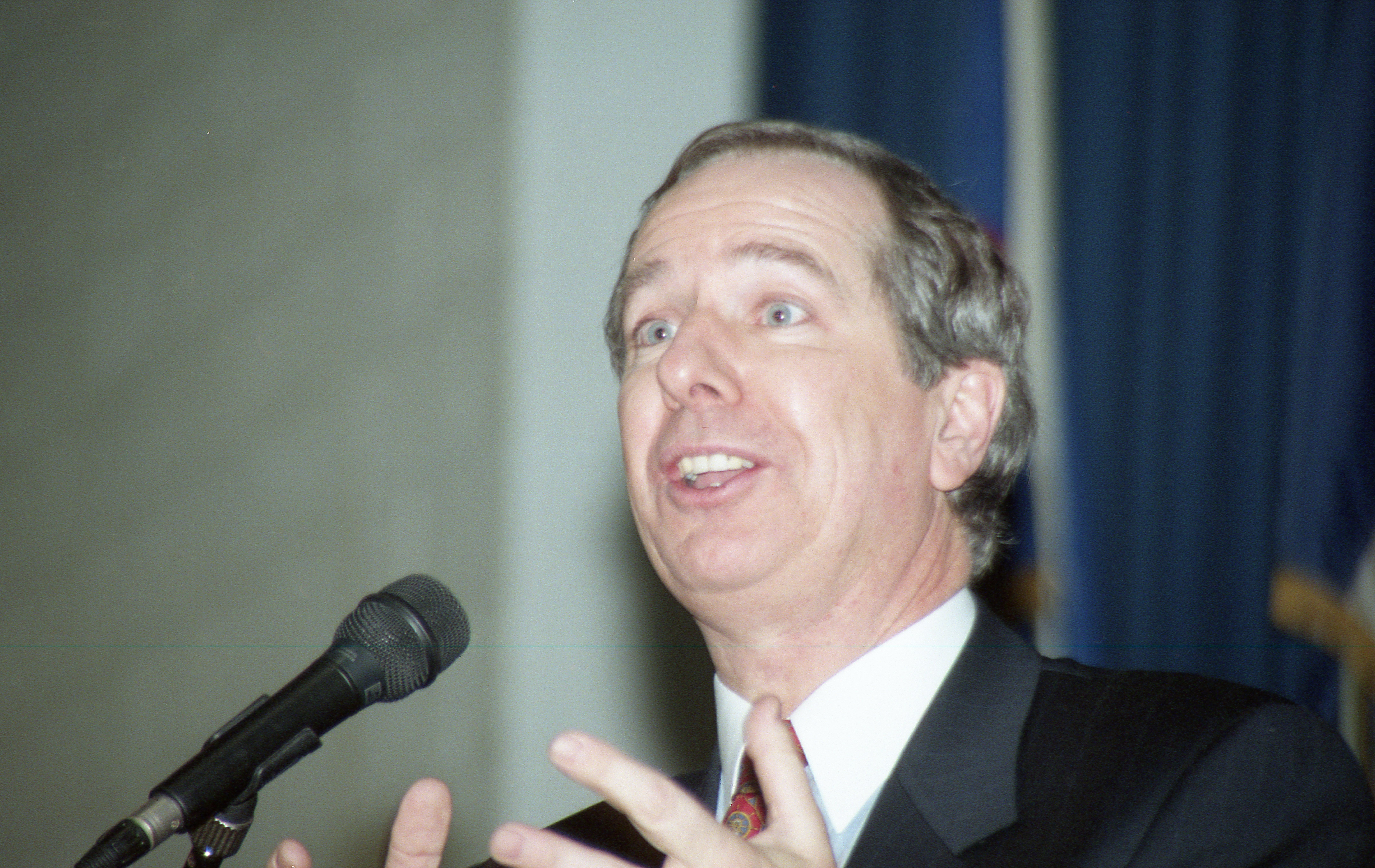
Daniel Johnson, Jr. (1996)

Nach dem Wahlsieg der Parti libéral du Québec bei der Wahl am 2. Dezember 1985 wurde Daniel Johnson am 12. Dezember 1985 als Minister für Industrie und Handel in das Kabinett von Premier Robert Bourassa berufen und bekleidete dieses Ministeramt bis zum 23. Juni 1988. Zugleich fungierte er zwischen dem 16. Dezember 1985 und dem 17. November 1993 als stellvertretender Premierminister sowie 23. Juni 1988 bis zum 11. Oktober 1989 zugleich als Delegierter Minister für Verwaltung beziehungsweise zwischen dem 11. Oktober 1989 und dem 11. Januar 1994 als Delegierter Minister für Verwaltung und den öffentlichen Dienst. Darüber hinaus bekleidete er vom 23. Juni 1988 bis zum 11. Januar 1994 auch das Amt des Finanzministers im Kabinett Bourassa. Als Nachfolger Bourassas wurde er am 14. Dezember 1993 zum Vorsitzenden der Liberalen Partei gewählt und übernahm nach dem Rücktritt von Robert Bourassa als dessen Nachfolger am 11. Januar 1994 die Ämter als Premierminister von Québec und Präsident des Exekutivrates. Er bekleidete das Amt des Premierministers bis zum 26. September 1994, nachdem seine Partei die Wahlen am 12. September 1994 verloren hatte und nur noch 47 der 125 Sitze in der Nationalversammlung bekam. Daraufhin wurde Jacques Parizeau am 26. September 1994 neuer Premierminister, dessen Parti Québécois (PQ) bei der Wahl 77 Sitze und damit eine deutliche absolute Mehrheit gewonnen hatte. Im Anschluss fungierte Johnson als Oppositionsführer in der Nationalversammlung, ehe er am 12. Mai 1998 als Oppositionsführer zurücktrat und zugleich auf sein Mandat in der Nationalversammlung verzichtete. Neuer Vorsitzender der Liberalen Partei und Oppositionsführer wurde daraufhin Jean Charest.
Nach seinem Rückzug aus der Politik arbeitete Daniel Johnson von Juli 1998 bis März 2019 als Berater der Anwaltskanzlei „McCarthy Tétrault“. Daneben fungierte er zwischen 1999 und 2018 als Direktor mehrerer öffentlicher und privater Unternehmen. Im November 2003 zum Co-Vorsitzenden der Kommission für die Analyse von Projekten zur Einrichtung von Universitätskrankenhauszentren in Montreal Centre hospitalier de l’Université de Montréal(CHUM) und Centre universitaire de santé McGill (CUSM) ernannt. Des Weiteren war er von 2007 bis 2010 Vorsitzender des Ausschusses für die Vergütung von Richtern sowie zwischen April 2008 und Oktober 2013 Direktor der Bank von Kanada. 2015 wurde er zudem Mitglied der Stiftung des CHUM.
Für seine langjährigen Leistungen wurde Johnson, der seit April 2002 Honorarkonsul von Schweden in Montreal ist, am 28. Januar 2000 zunächst Großoffizier des Ordre de la Pléiade ernannt und bekam zudem am 17. März 2010 das Großkreuz dieses Ordens verliehen. Für seine außerordentlichen Leistungen erfolgte ferner am 19. Juni 2008 die Ernennung zum Großoffizier des Ordre national du Québec. Er war zwei Mal verheiratet, und zwar von 1967 bis zur Scheidung 1993 mit Jocelyne Pelchat, ehe er 1993 in zweiter Ehe Suzanne Marcil heiratete.

## Hintergrundliteratur
- Benoît Gignac: Le destin Johnson, 2007